# Њ

Dạng chữ viết tay của Nje

Nje hay Nye (Њ њ, chữ nghiêng: Њ њ) là một chữ cái trong bảng chữ cái Kirin.
Nó là chữ ghép của En ⟨н⟩ và dấu mềm ⟨ь⟩. Nó được tạo ra bởi Vuk Stefanović Karadžić để sử dụng trong từ điển của ông vào năm 1818, thay thế cho chữ ghép trước đó là ⟨нь⟩. Nó tương ứng với chữ ghép ⟨nj⟩ trong bảng chữ cái Latinh của Gaj cho tiếng Serbia-Croatia.
Ngày nay nó được sử dụng trong tiếng Macedonia, các biến thể của tiếng Serbia-Croatia khi được viết bằng chữ Kirin (tiếng Bosnia, tiếng Montenegro và tiếng Serbia), tiếng Itelmen và tiếng Udege, trong đó nó đại diện cho âm /ɲ/, tương tự như ⟨ny⟩ trong "canyon" (tương tự như ⟨ń⟩ trong tiếng Ba Lan, ⟨ň⟩ trong tiếng Séc và tiếng Slovak, ⟨ņ⟩ trong tiếng Latvia, ⟨ñ⟩ trong tiếng Galicia và tiếng Tây Ban Nha, ⟨nh⟩ trong tiếng Việt, tiếng Occitan và tiếng Bồ Đào Nha, ⟨ny⟩ trong tiếng Catalunya và tiếng Hungary, ⟨gn⟩ trong tiếng Ý và tiếng Pháp).
Nje thường được phiên âm là nj nhưng nó cũng được phiên âm là ń hoặc ņ.

## Các chữ cái liên quan và các ký tự tương tự khác
- Н н: Chữ Kirin En
- Ь ь: Chữ Kirin dấu mềm
- Ñ ñ: Chữ Latinh N với dấu ngã - một chữ cái của tiếng Filipino, tiếng Tây Ban Nha và tiếng Tetum
- Ń ń: Chữ Latinh N với dấu sắc - một chữ cái của tiếng Kashubia, tiếng Ba Lan và tiếng Sorb
- Ň ň: Chữ Latinh N với dấu mũ ngược - một chữ cái tiếng Séc, tiếng Turkmen và tiếng Slovak
- Ņ ņ: Chữ Latinh N với móc đuôi - một chữ cái tiếng Latvia
- Љ љ: Chữ Kirin Lje

## Mã máy tính
| Kí tự               | Њ                           | Њ                           | њ                         | њ                         |
| ------------------- | --------------------------- | --------------------------- | ------------------------- | ------------------------- |
| Tên Unicode         | CYRILLIC CAPITAL LETTER NJE | CYRILLIC CAPITAL LETTER NJE | CYRILLIC SMALL LETTER NJE | CYRILLIC SMALL LETTER NJE |
| Mã hóa ký tự        | decimal                     | hex                         | decimal                   | hex                       |
| Unicode             | 1034                        | U+040A                      | 1114                      | U+045A                    |
| UTF-8               | 208 138                     | D0 8A                       | 209 154                   | D1 9A                     |
| Tham chiếu ký tự số | &#1034;                     | &#x40A;                     | &#1114;                   | &#x45A;                   |
| Code page 855       | 147                         | 93                          | 146                       | 92                        |
| Windows-1251        | 140                         | 8C                          | 156                       | 9C                        |
| ISO-8859-5          | 170                         | AA                          | 250                       | FA                        |
| Macintosh Cyrillic  | 190                         | BE                          | 191                       | BF                        |
| IBM880              | 112                         | 70                          | 82                        | 52                        |